# تسووینار هامبارتسومیان
تسووینار سورنی هامبارتسومیان (ارمنی: Ծովինար Սուրենի Համբարձումյան؛ زادهٔ ۵ ژوئیهٔ ۱۹۷۱) یک دیپلمات اهل ارمنستان است که از تاریخ ژوئیه ۲۰۲۰ سفارت جمهوری ارمنستان در جمهوری ایتالیا را برعهده دارد.

## زندگی‌نامه
در ۷ ژوئیه ۱۹۷۱ در ایروان به دنیا آمد و از دانشکده باستان‌شناسی دانشگاه دولتی ایروان، مدرسه مطالعات سیاسی ایروان و کالج دفاعی ناتو فارغ‌التحصیل شد. وی از سال ۱۹۹۵ در دفتر ریاست جمهوری ارمنستان فعالیت می‌کرد. در بین سال‌های ۲۰۰۲ تا ۲۰۱۸ در ریاست دپارتمان روابط خارجی دفتر ریاست جمهوری ارمنستان را برعهده داشت. در بین سال‌های ۲۰۱۸ تا ۲۰۲۰ هامبارتسومیان در کابینه نیکول پاشینیان ریاست دپارتمان روابط خارجی دفتر نخست‌وزیری ارمنستان را برعهده داشت. 